# Křižanovice (ort i Tjeckien, Pardubice)
Křižanovice är en ort i Tjeckien.   Den ligger i distriktet Okres Chrudim och regionen Pardubice, i den centrala delen av landet, 100 km öster om huvudstaden Prag. Křižanovice ligger 480 meter över havet och antalet invånare är 112.
Terrängen runt Křižanovice är huvudsakligen platt, men åt nordväst är den kuperad. Runt Křižanovice är det ganska tätbefolkat, med 72 invånare per kvadratkilometer. Närmaste större samhälle är Chrudim, 10,5 km norr om Křižanovice. Omgivningarna runt Křižanovice är en mosaik av jordbruksmark och naturlig växtlighet.